# 乔建镇
乔建镇，是中华人民共和国广西壮族自治区南宁市隆安縣下辖的一个乡镇级行政单位。

## 行政区划
乔建镇下辖以下地区：
乔建社区、太阳村、培正村、龙扶村、龙弟村、龙念村、鹭鸶村、慕恭村、儒浩村、新都村、博浪村、廷罗村、罗村、新光村和龙尧村。